# Waterpark

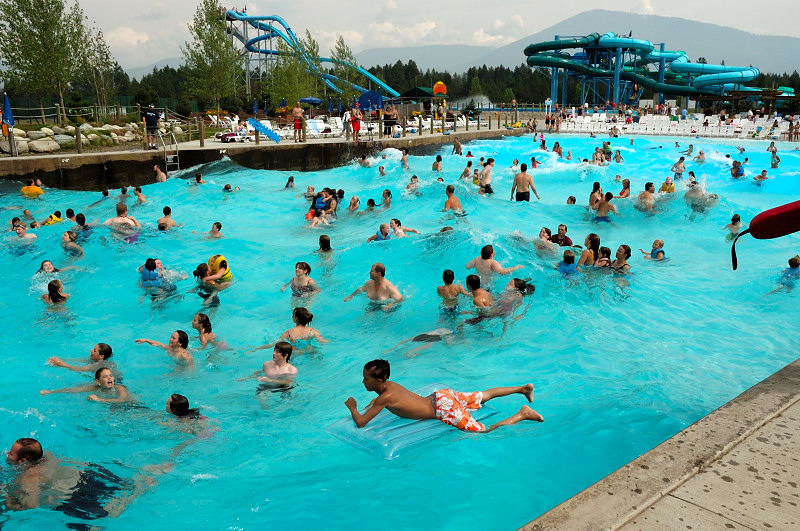
Mensen vermaken zich in een golfslagbad in een waterpark.

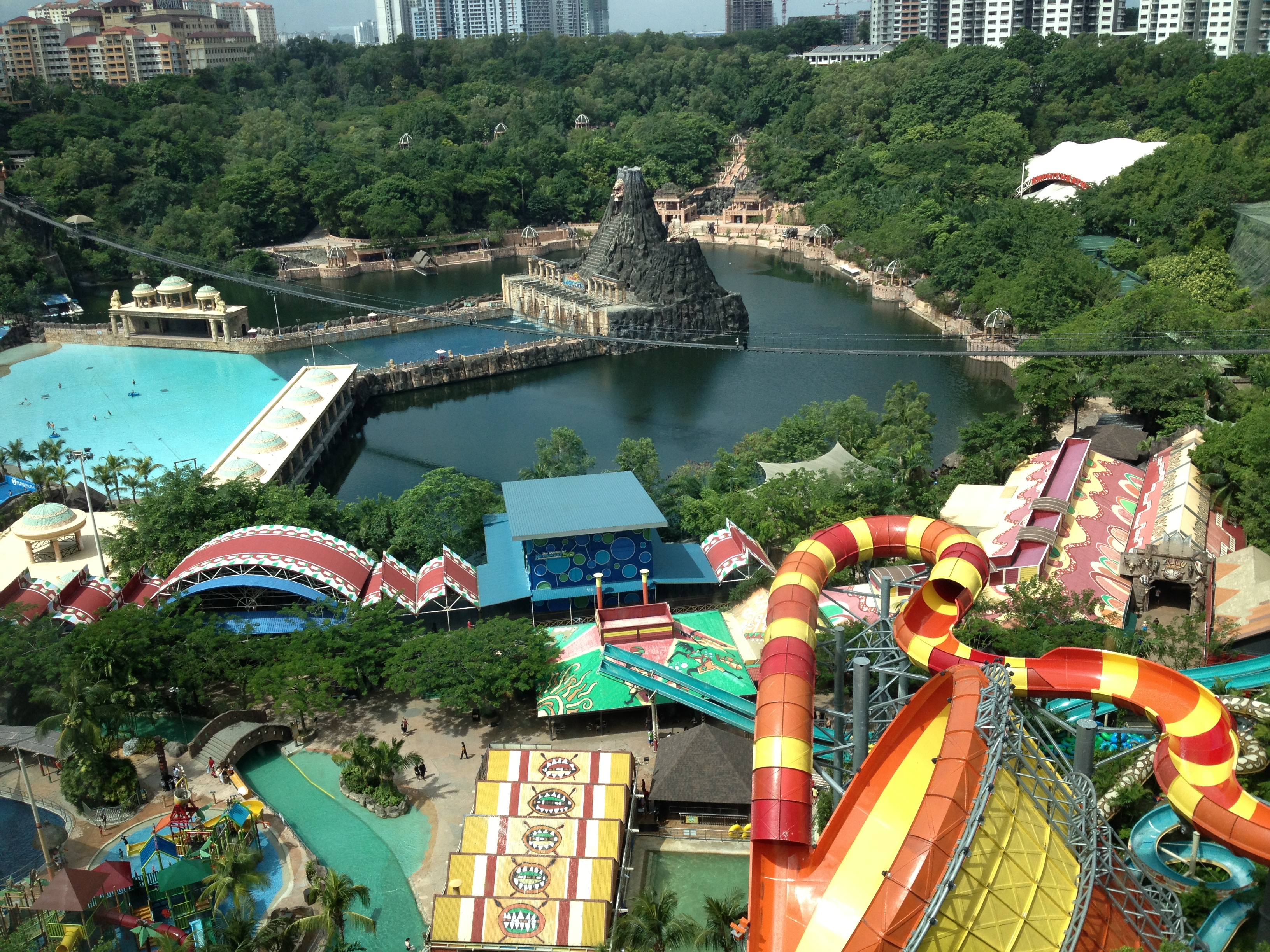
Sunway Lagoon, een waterpark in Maleisië.

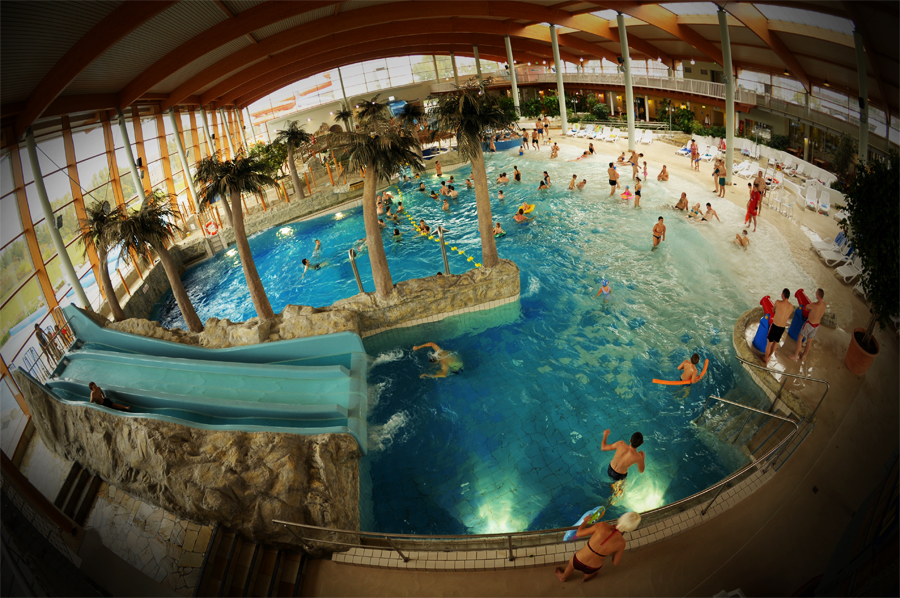
Een waterpark in Wrocław, Polen grootste

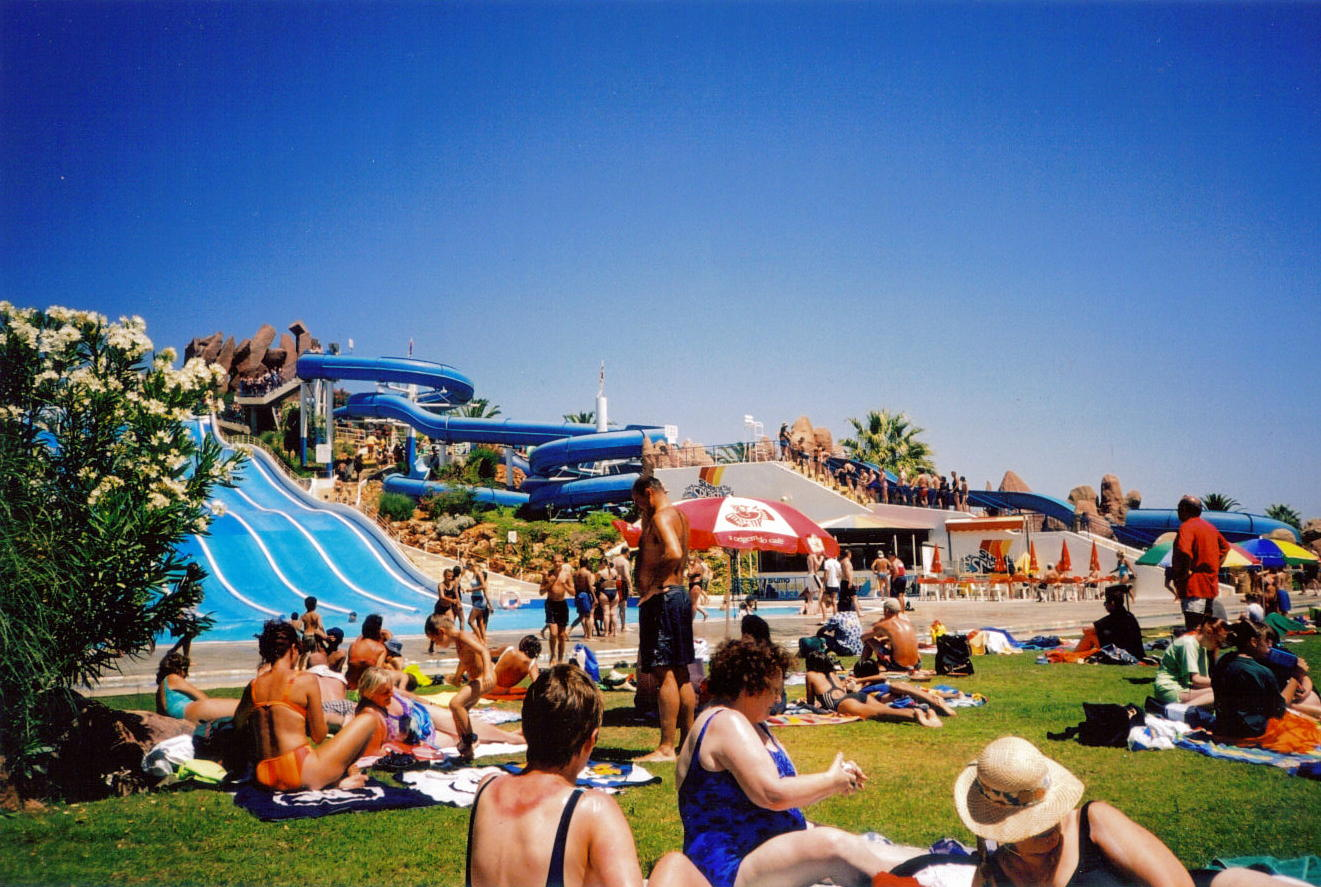
Een waterglijbaan in een waterpark in Portugal.

Een waterpark is een attractiepark met op water gebaseerde attracties, zoals zwembaden, waterglijbanen, stromingen, stroomversnellingen, en andere vormen van op bad, zwem of blootvoetsomgevingen gebaseerd vermaak. Moderne waterparken kunnen verder kunstmatige gebieden bevatten om te surfen of bodysurfen zoals golfslagbaden of flowriders.

## Bekende waterparken

### België
- Aqualibi nabij Walibi Belgium
- Plopsaqua nabij Plopsaland De Panne
- Océade Belgium, Brussel, Gesloten

### Nederland
- Tikibad in Duinrell
- Aqua Mexicana in Slagharen
- Aquaventura in Hellendoorn
- Hof van Saksen in Nooitgedacht

### Andere landen
- Typhoon Lagoon in Walt Disney World Resort
- Blizzard Beach in Walt Disney World Resort
- Rulantica in Rust (Duitsland), onderdeel van het Europa-Park Resort
- Siam Park op Tenerife
- Tropical Islands Resort in Krausnick-Groß Wasserburg (Duitsland)
- Six Flags Hurricane Harbor bij diverse parken van de Six Flags keten